# Brosimum
Brosimum és un gènere de plantes de la tribu de les castíl·lies, dins la família de les moràcies. És nadiu de les regions tropicals d'Amèrica.
El pa (B. alicastrum) va ser utilitzat per la civilització maia per a la seva fruita seca comestible. La densa fusta escarlata de colors vius de B. paraense s'utilitza per treballar la fusta decorativa. B. guianense, o fusta de serp, té un patró de pell de serp motejada, i es troba entre els boscos més densos, amb una rigidesa molt elevada; va ser la fusta escollida per a la fabricació d'arcs per a instruments musicals de la família del violí fins a finals del segle XVIII, quan va ser substituïda per la fusta de Brasil més fàcil de treballar (Paubrasilia echinata). Les plantes d'aquest gènere s'utilitzen per a fusta, materials de construcció i en un context cultural.
La bufotenina s'ha identificat com un component del làtex de l'arbre takini (Brosimum acutifolium), que és utilitzat com a psicodèlic pels xamans sud-americans.

## Taxonomia
- Brosimum alicastrum
- Brosimum costaricanum
- Brosimum discolor
- Brosimum gaudichaudii
- Brosimum guianense
- Brosimum ovatifolium
- Brosimum parinarioides
- Brosimum potabile
- Brosimum rubescens
- Brosimum utile[3]

### Usos
Hi ha constància que el Brosimum alicastrum fou emprat per la civilització maia com a fruit comestible.